# Robin Devos
Robin Devos (Malle, 17 april 1994) is een Belgisch professioneel tafeltennisser. Hij speelt linkshandig met de shakehandgreep.
Devos is coach van zijn jongere broer Laurens Devos die op de Paralympische Spelen in Rio, Tokio en Parijs goud behaalde.